# Luftverkehr Friesland Harle
Luftverkehr Friesland Harle — небольшая авиакомпания, базирующаяся в Вангерланде, Германия. Была основана в 1983 и по состоянию на март 2007, в ней работают 30 человек. Самолёты компании летают на Восточно-Фризские острова, в аэропорт Harle Airfield, а также в аэропорты Кихну, Куресааре, Пярну и Рухну в Эстонии.
Парк самолётов составляют 5 самолётов Britten-Norman Islander и 5 самолётов Cessna 172.